# Etana

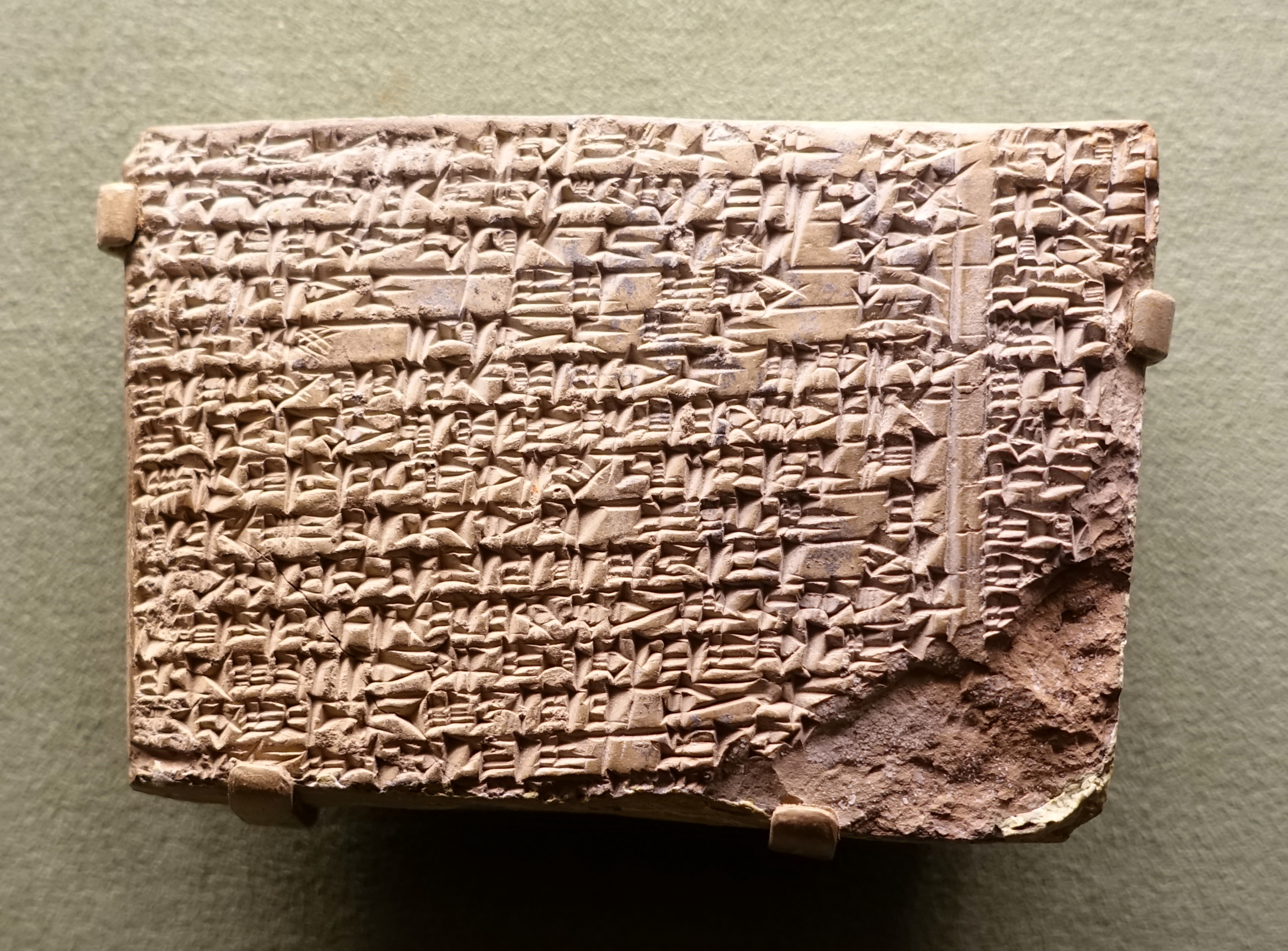
Fragment Eposu o Etanie, ok. 1895–1595 p.n.e.

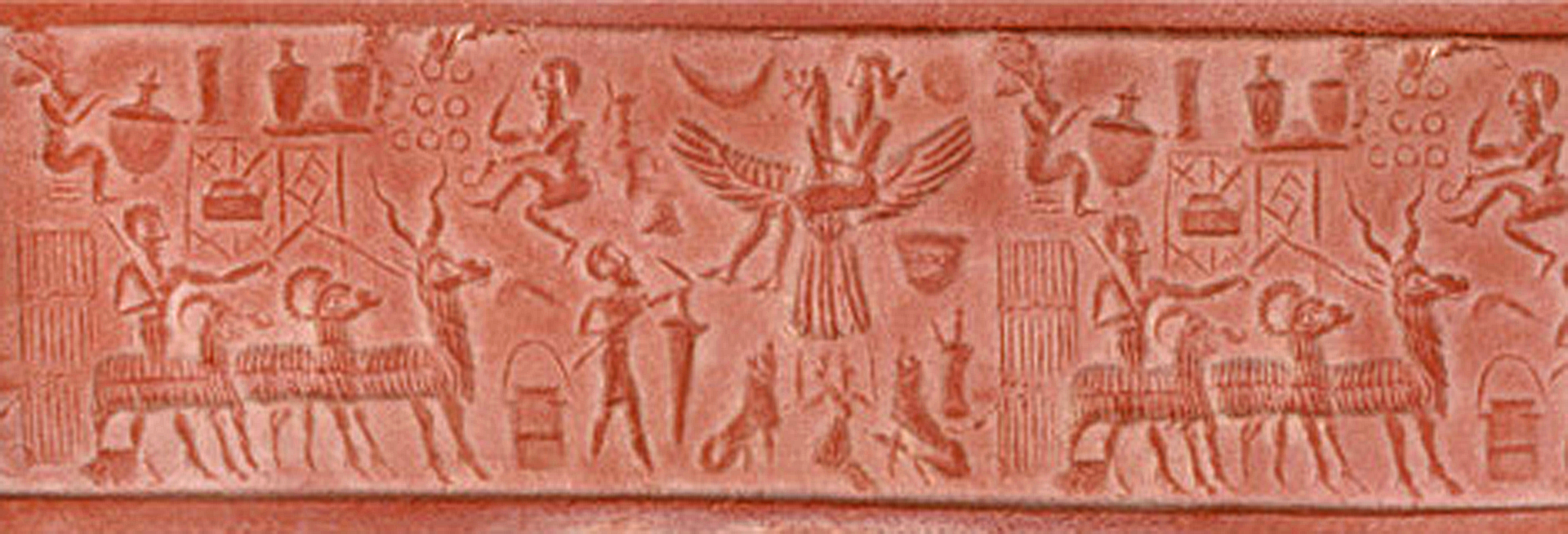
Gliniana pieczęć obrazująca Mit o Etanie, między 2300 a 2100 p.n.e.

Etana – według mitologii sumeryjskiej i babilońsko-asyryjskiej 12. władca sumeryjski należący do I dynastii z Kisz, wymieniony w Sumeryjskiej liście królów, bohater Mitu o Etanie.

## Opis
Etana był sumeryjskim królem z miasta Kisz, położonego w południowej części Mezopotamii, leżącej w dorzeczu Tygrysu i Eufratu. Był następcą Arwiuma, syna Maszdy. Po potopie powstały różne państwa-miasta i dynastie królów, które nimi władały. Pierwszym królem, który je zjednoczył był Etana, władca Kisz (ok. 2800 p.n.e.). Dotyczący go fragment w Sumeryjskiej liście królów brzmi następująco: „Etana, pasterz, który poleciał do niebios i zjednoczył wszystkie obce kraje, został królem i panował przez 1500 lat”.
Etana jest bohaterem akadyjskiego Mitu o Etanie. Opowiada on, że na początku nie było króla i bogowie postanowili wybrać Etanę. Był dobrym władcą, ale nie mógł mieć dzieci, a jedynym lekarstwem na tę przypadłość było ziele po które musiał udać się do nieba. Modlił się do boga Szamasza, który w końcu skierował go na górę, gdzie uwięziony był ogromny orzeł. Po uwolnieniu go odbył podróż do siedziby bogów w niebie po ziele, które miało wyleczyć jego bezpłodność.